# Foulaniou
Foulaniou est le troisième album de l’artiste guinéenne Binta Laly Sow. Il est sorti le 12 mars 2004, enregistré  en Guinée,

## Liste des titres
| Foulaniou | Foulaniou       | Foulaniou      | Foulaniou      | Foulaniou | Foulaniou | Foulaniou | Foulaniou | Foulaniou | Foulaniou |
| No        | Titre           | Auteur         | Compositeur(s) | Durée     |           |           |           |           |           |
| --------- | --------------- | -------------- | -------------- | --------- | --------- | --------- | --------- | --------- | --------- |
| 1.        | Un Zouckai      | Binta Laly Sow |                | 5:22      |           |           |           |           |           |
| 2.        | Maderissa       | Binta Laly Sow |                | 5:52      |           |           |           |           |           |
| 3.        | Kala E Falemoun | Binta Laly Sow |                | 5:22      |           |           |           |           |           |
| 4.        | Cherifouya      | Binta Laly Sow |                | 7:39      |           |           |           |           |           |
| 5.        | Foulaniou       | Binta Laly Sow |                | 5:41      |           |           |           |           |           |
| 6.        | Fi Bobo         | Binta Laly Sow |                | 7:20      |           |           |           |           |           |
| 7.        | Super Laly      | Binta Laly Sow |                | 5:21      |           |           |           |           |           |
| 8.        | Ko Yondho       | Binta Laly Sow |                | 7:35      |           |           |           |           |           |
| 48:52     |                 |                |                |           |           |           |           |           |           |